# Vitgumpad buskskvätta
Vitgumpad buskskvätta (Saxicola maurus) är en buskskvätta i familjen flugsnappare med omstridd systematik. Arten häckar i tempererade delar av Asien, men även i nordöstra Europa till östra Ukraina. I Sverige är den en tillfällig gäst.

## Utseende
Vitgumpad buskskvättan är en 11,5–13 centimeter lång fågel, med svart huvud, mörk vingovansida, orangerött bröst och vit fläck på sidan av halsen hos hanen, mattare färger hos honan. Den är mycket lik svarthakad buskskvätta (S. torquatus) som den tidigare behandlades som underart till, men har större halsfläck, mindre utbrett rött på bröstet och övergumpen ostreckad beige (vit i sliten dräkt). Honan har vitare strupe. Vissa underarter har även vitt på basen av stjärtfjädrarna, hos hemprichii så omfattande att den liknar stjärten hos en stenskvätta.

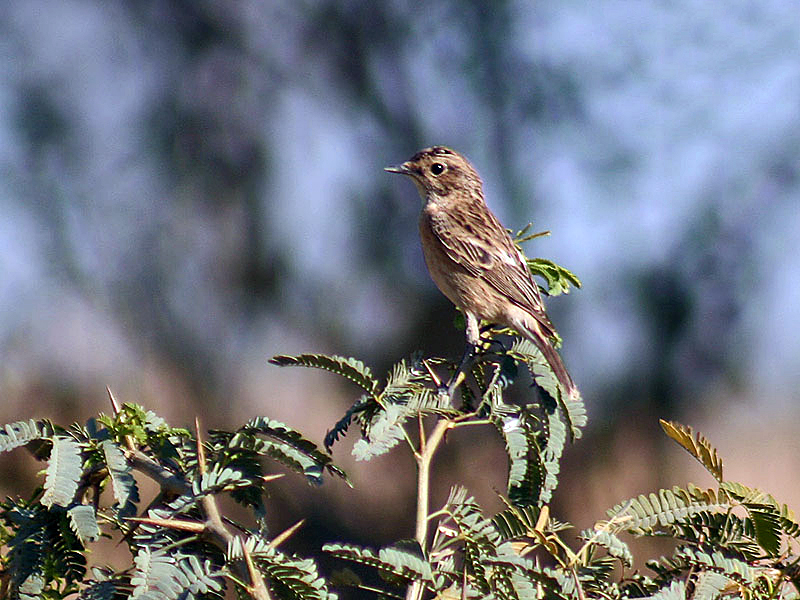
Adult hona.

Amurbuskskvättan, tidigare behandlad som egen art men nu sammanslagen med vitgumpad buskskvätta, skiljer sig från nominatformen genom något kraftigare näbb och längre stjärt samt mer rostfärgad undersida och övergump samt svartare ovansida hos hanen. Vidare är hane i höstdräkt i genomsnitt mörkare och mer rosttonad. Studier av flyttande fåglar i kinesiska Beidahe visar att en fjärdedel har svartstreckade övre stjärttäckare, en karaktär som aldrig setts hos vitgumpad buskskvätta. 

## Läten
Vitgumpade buskskvättans läten är mycket lika svarthakad buskskvätta. Varningenslätet är ett "vist" och ett "track", medan sången är en kort, ljusröstad, kvittrande och entonig strof påminnande om berglärka och järnsparv. Studier visar dock att sången hos amurbuskskvättan är mest avvikande av de tre, med färre drillar och därför mer melodisk samt kortast, mörkast och mest entonig.

## Utbredning och systematik
Vitgumpad buskskvätta är en flyttfågel som häckar i merparten av temperade Asien, från ungefär latitud 71°N i Sibirien och söderut till Himalaya och sydvästra Kina, och västerut till östra Turkiet och Kaspiska havet. Den häckar även i allra nordöstligaste delarna av Europa, främst i Ryssland med tillfälligtvis så långt västerut som Finland.
Vintertid förekommer den från södra Japan och söderut till Thailand och Indien, och västerut till nordvästra Afrika. Under flyttningen når ett mindre antal Västeuropa och mycket sällsynt så långt österut som till Alaska.

### Underarter
Vitgumpad buskskvätta delas idag upp i sex underarter:
- Kaspisk buskskvätta[7], Saxicola maurus hemprichii – häckar från östra Ukraina och norra Azerbajdzjan till Kaspiska havets nordvästra och norra strand; övervintrar i nordöstra Afrika
- Armenisk buskskvätta[7], Saxicola maurus variegatus (syn. armenicus) – häckar från sydöstra Turkiet och Transkaukasus till norra och västra Iran; övervintrar i sydvästra Asien och nordöstra Afrika
- Sibirisk buskskvätta[7], Saxicola maurus maurus – häckar i östra Finland samt norra och östra delarna av Europeiska Ryssland till Mongoliet och Pakistan; övervintrar i Indien
- Saxicola maurus indicus – nordvästra och centrala Himalaya
- Saxicola maurus przewalskii – häckar från Tibet till centrala Kina, norra Myanmar och norra Thailand; övervintrar i södra och sydöstra Asien
- Amurbuskskvätta, Saxicola maurus stejnegeri – häckar från östra Sibirien till Japan och Korea; flyttar vintertid till södra Kina och Indokina

### Artgränser
Systematiken för vitgumpad buskskvätta och dess närmaste släktingar är mycket omdiskuterad. Länge behandlades den, svarthakad buskskvätta och afrikansk buskskvätta som en och samma art. Sveriges Ornitologiska Förening (nuvarande BirdLife Sverige) urskilde vitgumpad buskskvätta och afrikansk buskskvätta som egna arter 2012 baserat på att den avvikande kanariebuskskvättan är inbäddad i komplexet, närmare släkt med svarthakad än med vitgumpad buskskvätta. Vidare grundades beslutet på sympatri i Kaukasus mellan vitgumpad och svarthakad buskskvätta, med drastiska skillnader i biotopval, dräkt och storlek. 2019 urskildes även stejnegeri som den egna arten amurbuskskvätta, framför allt grundat på genetiska studier som visade på en djup genetisk klyfta mellan stejnegeri och maurus och att de inte heller är varandras närmaste släktingar. Fältstudier visar också på skillnader i morfologi och läten, där stejnegeri har mer distinkt sång jämfört med rubicola och maurus. I samband med BirdLife Sveriges anslutning till systematiken hos AviList 2025 degraderades dock amurbuskskvättan åter till underartsstatus. AviList motiverar beslutet med frånvaron av mer omfattande studier som inkluderar samtliga taxa i komplexet, inte minst de sydöstliga underarterna indicus och przewalskii.

### Familjetillhörighet
Buskskvättorna ansågs fram tills nyligen liksom bland andra stenskvättor, stentrastar, rödstjärtar vara små trastar. DNA-studier visar dock att de är marklevande flugsnappare (Muscicapidae) och förs därför numera till den familjen.

### Förekomst i Sverige
I Sverige är vitgumpad buskskvätta en sällsynt men årlig gäst. När amurbuskskvättan behandlades som egen art fanns dock relativt få säkra fynd av vitgumpad buskskvätta i begränsad mening, på grund av svårigheterna att skilja dem åt och ibland även svarthakad buskskvätta. I Vår Fågelvärld publicerade BirdLife Sveriges raritetskommitté 2021 en genomgång av fynd rapporterade som "östlig svarthakad buskskvätta", det vill säga fåglar som ansågs tillhöra vitgumpad buskskvätta eller amurbuskskvätta. Av totalt 235 rapporter uteslöt 48 inte svarthakad buskskvätta medan fyra fynd kunde bestämmas till amurbuskskvätta (varav tre från DNA-studier) och 23 fynd till vitgumpad buskskvätta, varav sju fynd av den karakteristiska kaspiska buskskvättan (hemprichii). Resterande 160 fynd kunde inte med säkerhet bestämmas till art. 
Därefter har amurbuskskvättan konstaterats vid ytterligare fyra tillfällen och hemprichii tre. Till och med 2022 har nominatformen maurus med säkerhet påträffats endast två gånger. Inkluderandet av amurbuskvätta 2025 i arten vitgumpad buskskvätta ledde till att antalet säkra fynd därmed steg till uppåt 200. 

## Ekologi
Vitgumpad buskskvätta lever på öppna ytor med enstaka buskar, till exempel högmossar och hedar. Boet göms på marken och byggs av gräs, strån, mossa och rötter. Svarthakad buskskvätta livnär sig av insekter, spindlar och maskar, som den oftast fångar på marken. 

## Status
Internationella naturvårdsunionen IUCN betraktar inte maurus som en egen art, varför dess hotstatus inte utvärderats ännu.